# Jedlanka (Lublin)
Pour les articles homonymes, voir Jedlanka.
Jedlanka (prononciation : [ jɛˈdlanka]) est un village polonais de la gmina de Stoczek Łukowski dans le powiat de Łuków de la voïvodie de Lublin dans l'est de la Pologne.
Il se situe à environ 11 kilomètres à l'est de Stoczek Łukowski (siège de la gmina), 19 kilomètres à l'ouest de Łuków (siège du powiat) et 83 kilomètres au nord de Lublin (capitale de la voïvodie).
Le village comptait approximativement une population de 705 habitants en 2009.

## Histoire
De 1975 à 1998, le village est attaché administrativement à l'ancienne voïvodie de Siedlce.

Depuis 1999, il fait partie de la nouvelle voïvodie de Lublin.